# Si Singamangaraja XII.

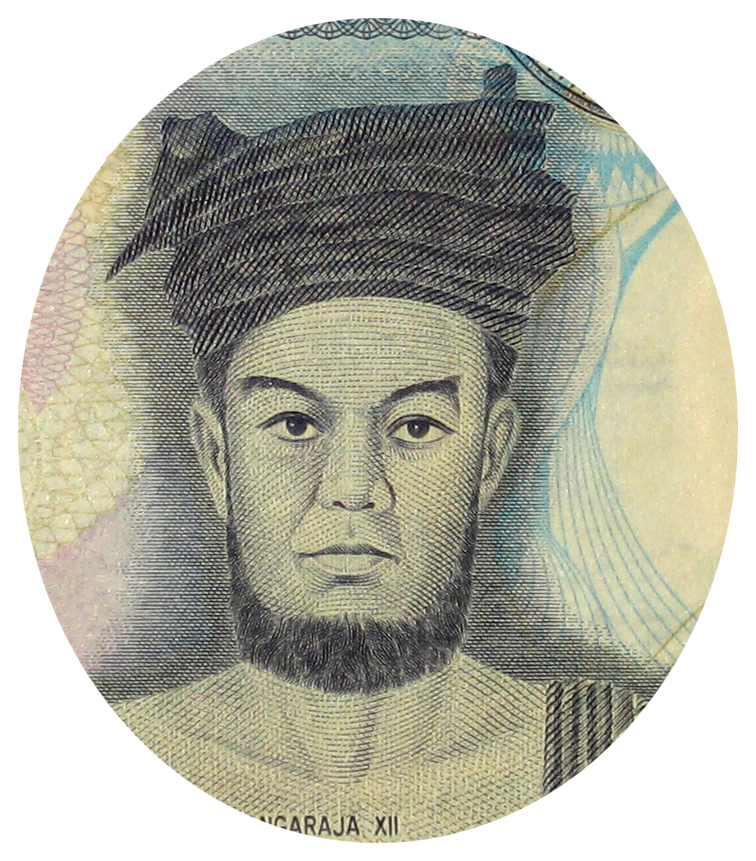
Si Singamangaraja XII, auf einer 1987 aufgelegten Serie von 1000-Rupiah-Banknoten

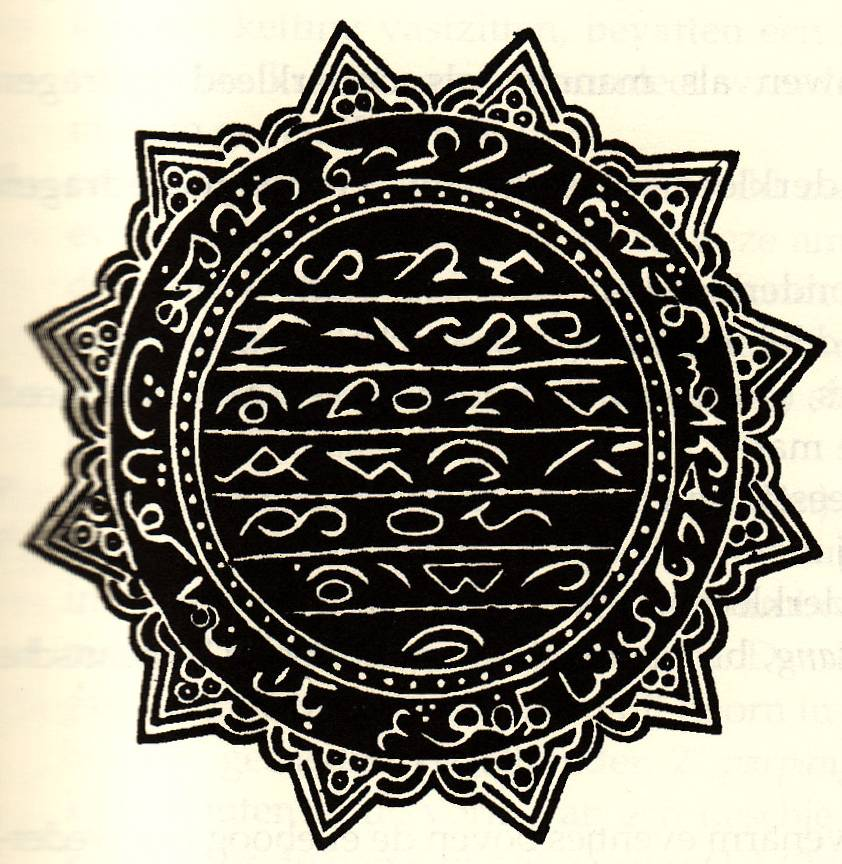
Siegel des Si Singamangaraja XII

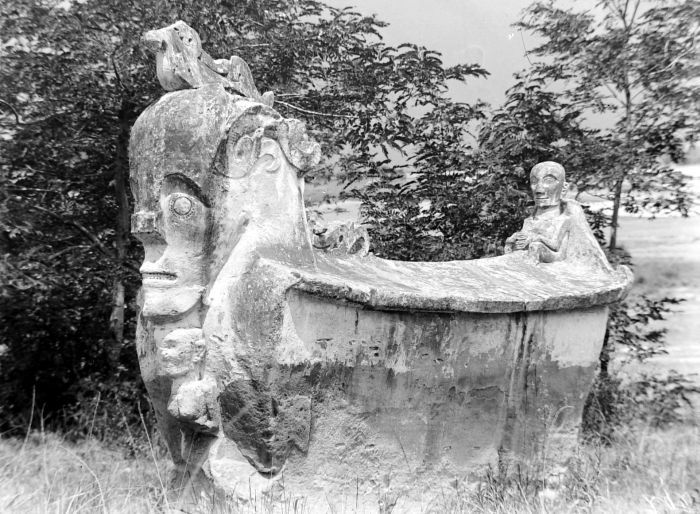
Sarkophag der Toba-Batak (mit Inschrift des Si Singamangaraja XII.)

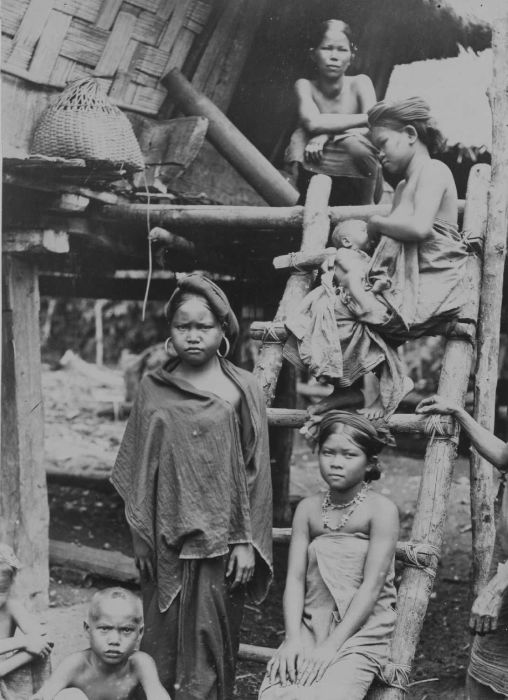
Zeitgenössisches Bild der Batak (zwischen 1880 und 1920 aufgenommen)

Si Singamangaraja XII. (* 1849; † 17. Juni 1907) war der letzte Priesterkönig (Priesterfürst) oder auch König der Batak, einem Volk der indonesischen Insel Sumatra. Seine Herrschaft währte von 1875 bis zu seinem Tod. Heute wird er, auch bekannt unter seinem bürgerlichen Namen Patuan Besar Ompu Pulo Batu, als der große König der Löwen (Übersetzung von Si Singamangaraja aus dem Sanskrit), wie ein Freiheitskämpfer in Indonesien verehrt.

## Bedeutung
Si Singamangajara XII. geht auf eine Priesterfamilie der Batak zurück. Er war der zwölfte und damit letzte König der Singamangaraja-Dynastie. Sitz der Singamangaraja war Bangkara (Bakkara), erstmals von einem Europäer besucht und beschrieben im Jahr 1853. Von dort aus übte er seine Herrschaft weniger auf das Volk der Batak aus, als vielmehr auf eine Vielzahl von Batak-Stämmen, etwa 140 einzelne Clans.
Sein Einfluss war deutlich kultischer, weniger weltlich ordnender, Natur. Gleichwohl nahm er administrative Aufgaben der Dorfverwaltung wahr und genoss hohe politische Anerkennung als Oberhaupt der Toba beim Sultan von Aceh. Inbegrifflich jedoch steht Si Singamangajara XII. für sein hohes Engagement im Widerstand gegen die niederländische Kolonialmacht. Nach Niederlagen in den Toba-Kriegen von 1878 (Batakoorlog) und 1883, als er mit mehreren Tausend Kriegern den neu gegründeten Regierungsposten in Balige am Ufer des Tobasees angegriffen hatte, floh er in die Wälder von Dairi, westlich des Toba-Sees nach Lintong, später nach Pearaja, um von dort aus den Widerstand gegen die Niederländer und die KNIL zu mobilisieren. Letztlich wurde er in einem Pakpak-Landstrich im Jahr 1907 – aus dem Hinterhalt durch Soldaten der KNIL unter Führung von Hans Christoffel – erschossen. Der Leichnam des Si Singamangaraja XII. wurde in Tarutung öffentlich ausgestellt. Kraft seines zähen Widerstandes wurde er zum charismatischen Volksoberhaupt und gleichzeitig Symbol eines erwachenden Nationalgefühls. Die Batak kamen durch den effizienten Widerstand des Königs vergleichsweise spät unter den Einfluss holländischer Kolonialherrschaft. Mehrere Strafexpeditionen wurden gegen den Singamangaraja geführt, wobei das unabhängige Batakland erheblich schrumpfte. 1890 waren alle südlichen Toba-Landstriche unterworfen. Erst zwischen 1904 und 1907 konnten die noch verbliebenen unabhängigen Territorien aufgrund weiterer militärischer Expeditionen unterworfen werden, worauf hin sie dem Kolonialreich eingegliedert wurden.

## Siegelrecht
Ompu Pulo Batu erhielt als erster Singamangaraja ein eigenes offizielles Siegelrecht. Erhalten sind eine Vielzahl von Dokumenten an die niederländischen Kolonialbehörden und an die Rheinische Missionsgesellschaft (Ludwig Ingwer Nommensen).

## Untergang und religiöse Überhöhung
Mit dem Tod des Si Singamangaraja XII. verloren die Institutionen der Priesterfürsten an Macht und Einfluss. Männliche Nachkommen wurden verbannt. Diese traten in der Folge geschlossen zum Christentum über. Trotzdem entstand aus dem Umfeld des Si Singamangaraja eine neue Religion, die Agama Malim, die sich als Wiederbelebung der alten Batak-Religion versteht. Tatsächlich greift die Agama Malim Elemente des indigenen Batakglaubens, einer Verschmelzung animistischer Ahnenreligion und monotheistischer Vorstellungen, auf und erweitert sie um die fast messianische Überhöhung Si Singamangarajas.

## Nachwirkungen
Als Widerstandskämpfer steht Si Singamangaraja XII. neben weiteren Persönlichkeiten und sumatrischen Nationalhelden, wie Tengku Cik Di Tiro (1836–1891) und Teuku Umar (1854–1899), jeweils bekannt aus dem Aceh-Krieg der Jahre 1873 bis 1903, oder auch Tuanku Imam Bonjol (1784–1882), bekannt aus dem Padri-Krieg von 1830 bis 1837 in West-Sumatra. Zum Nationalhelden (Gelar Pahlawan Nasional Indonesia) wurde Si Singamangaraja 1961 durch Erlass des Präsidenten Sukarno.
In Medan, Jakarta, Yogyakarta und Semarang wurden Straßen nach ihm benannt, in Medan zudem eine Universität. 1987 wurde er auf der 1000-Rupiah-Banknote dargestellt.

## Dynastie der Singamangaraja
Der Name der Singamangaraja geht auf die Familiendynastie Sinambela zurück.
- Raja Manghuntal -Si Singamangaraja I -
- Ompu Raja Tianaruan -Si Singamangaraja II -
- Raja Itubungna -Si Singamangaraja III -
- Sori Mangaraja -Si Singamangaraja IV -
- Pallongos -Si Singamangaraja V -
- Pangulbuk -Si Singamangaraja VI -
- Ompu Tuan Lumbut -Si Singamangaraja VII -
- Ompu Sotaronggal -Si Singamangaraja VIII -
- Ompu Sohalompoan -Si Singamangaraja IX -
- Ompu Tuan Nabolon -Si Singamangaraja XImage -
- Ompu Sohahuaon -Si Singamangaraja XI -
- Patuan Bosar Ompu Pulo Batu -Si Singamangaraja XII -